# Mochi
Mochi (餅 (Bính)/ もち/ モチ) là một loại bánh giầy nhân ngọt truyền thống của Nhật Bản làm từ bột gạo nếp hay gạo nếp giã nhuyễn không những được dùng để ăn trong cuộc sống hàng ngày mà còn là vật phẩm dâng lên thần linh và có ý nghĩa mang lại may mắn. Bánh Mochi là vật cúng  không thể thiếu trong các gia đình Nhật Bản nhân dịp năm mới. Họ bày trí Mochi ở hốc tường Toko-noma trang trọng trong phòng khách hoặc trong nhà bếp. Những chiếc bánh này được gọi là Kagami-mochi, tức bánh Mochi dâng lên thần linh. Ngày Tết, Tết Trung Thu, người Nhật cúng bánh Mochi để cầu nguyện cho sự trường thọ. Vào những ngày truyền thống, người Nhật buộc bánh Mochi trên thanh tre dài rồi nướng trong đống lửa. Họ tin rằng khi ăn bánh Mochi nướng tại lễ Dondo-yaki sẽ mang lại sức khỏe cho suốt cả năm. Bánh Mochi cũng có mặt trong lễ dựng nhà mới Choto-shiki của người Nhật.

## Điển tíchThỏngọc giã bánh dày trên cung trăng

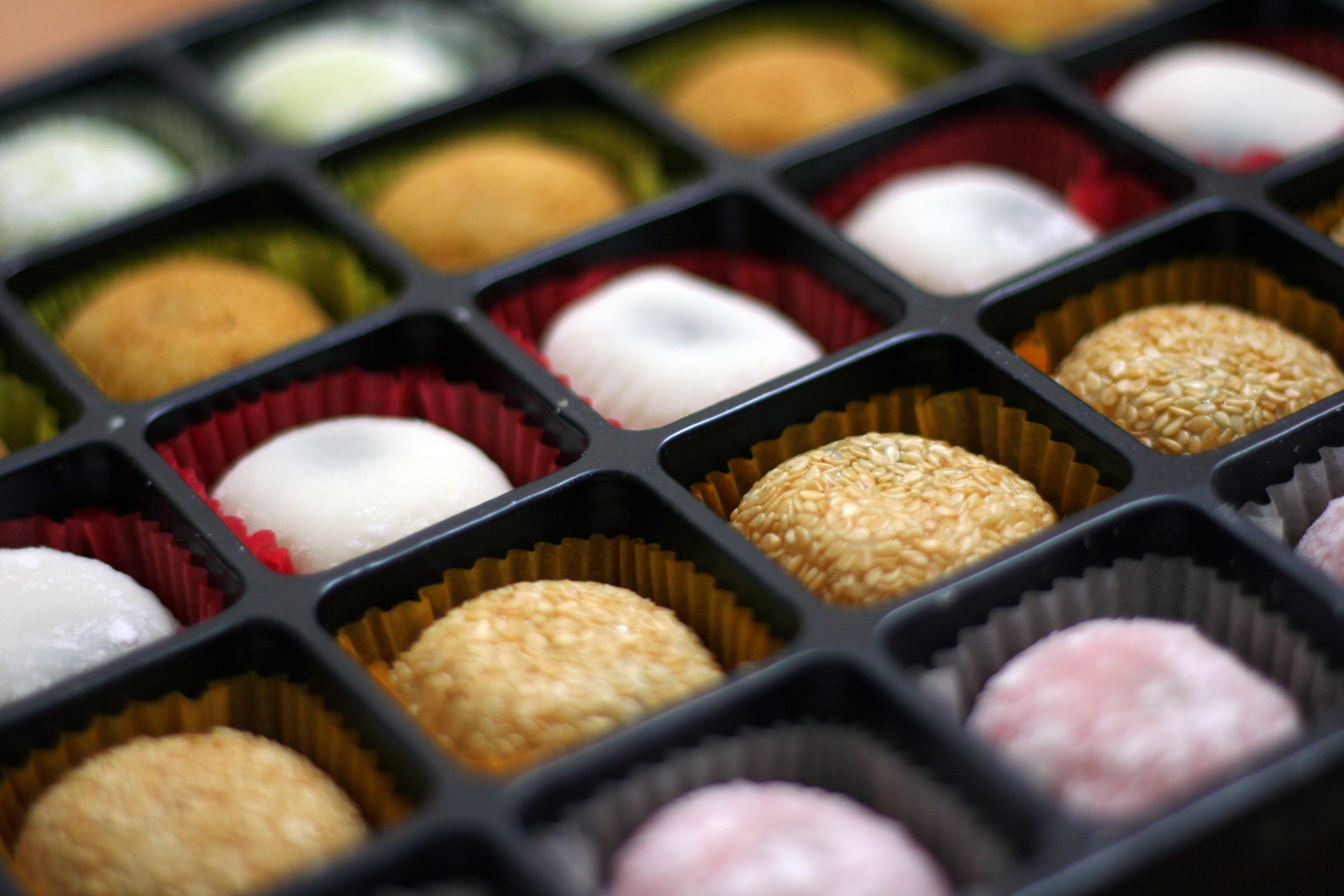

Nếu như người Việt Nam tưởng tượng trên cung trăng có cây đa và chú Cuội, thì người Nhật tin rằng có một chú thỏ đang sinh sống trên vương quốc của thần Mặt trăng bất tử và đến đêm Otsukimi lại giã bột để làm bánh giầy mochi. Ngoài ra, liên tưởng về một chú thỏ đang ngồi ăn bánh dango cũng xuất hiện ở nhiều địa phương trên nước Nhật.

Một trong những truyền thuyết về Thỏ ngọc được trẻ con Nhật Bản yêu thích có nguồn gốc từ thần thoại Ấn Độ, kể về 3 con vật là khỉ, cáo và thỏ được Thượng đế thử thách khi Thượng đế hóa thân thành một ông lão và đến xin chúng thức ăn.Trong khi khỉ nhanh nhảu trèo lên cây để hái thật nhiều trái ngon, còn cáo thì đi trộm đồ cúng từ các ngôi mộ để biếu tặng ông lão, chỉ có mỗi thỏ là không có gì cả. Vì vậy để có thức ăn biếu ông lão, thỏ đã lao mình vào đống lửa để hiến tặng chính bản thân mình. Cảm động trước tấm lòng của thỏ, Thượng đế đã hồi sinh cho thỏ rồi đưa nó lên cung trăng để tôn vinh trước tất cả mọi người.

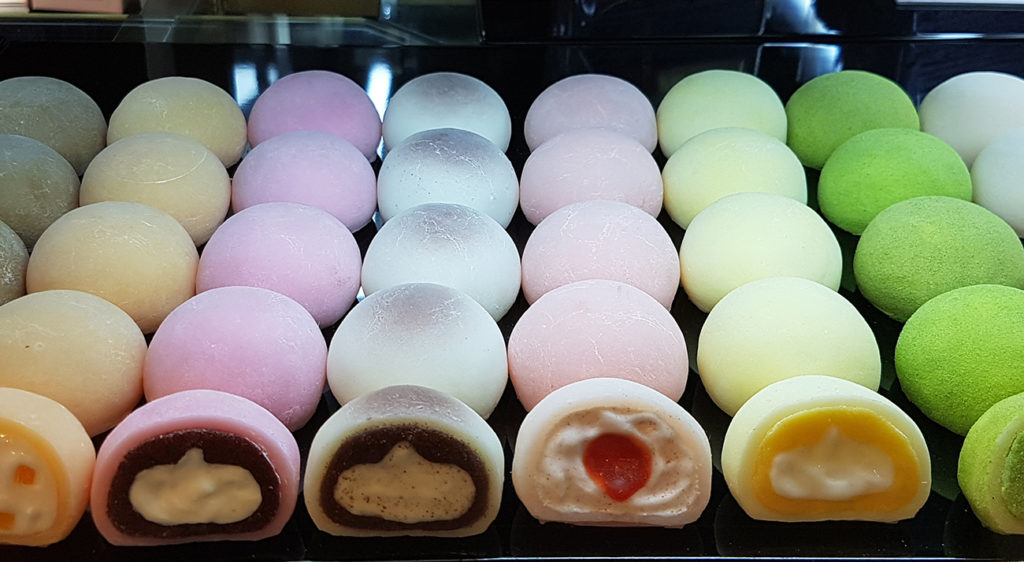

## Cách chế biến
Người ta chọn loại gạo nếp ngon, đồ kỹ (có thể đồ hai lượt), rồi giã trong cối tới khi có được một khối bột nếp chín dẻo quánh. Thường chỉ những nam thanh niên mới làm điều này, vì nếu giã không nhuyễn khi ăn hạt gạo sẽ mất ngon, dễ bị hỏng bánh.
Đối với loại mochi có nhân: Pha một giọt màu thực phẩm với 1 chén nước sao cho nước có màu sắc như ý (hoặc không cần màu thực phẩm). Trộn đều bột nếp, đường và nước màu, lưu ý bột nếp làm vỏ bánh sau khi hấp sẽ rất dẻo và dính nên cần cho từ từ từng chút nước vào cho đến khi hỗn hợp bột thành 1 khối dẻo hơi khô.
Lấy màng bọc thực phẩm bọc bột đã nhào. Sau đó cho vào lò vi sóng quay 3 phút chế độ high. Sau đó lấy bánh ra và trộn lại lần nữa bằng muỗng gỗ trong 20 giây, tiếp đến lấy màng bọc lại, cho vào lò vi sóng một lần nữa rồi quay trong 1 phút thì lấy ra, nhanh tay khuấy bột theo đường tròn khoảng 30 giây nữa để làm bột dai.
Nếu không có lò vi sóng thì có thể cho bột vào tô hoặc bọc màng bọc thực phẩm và hấp cách thủy cho đến khi bột chín, trong lại là được.
Rắc đều bột nếp rang chín lên thớt, rồi cho phần bột lên, dùng dao cắt hoặc nhúng tay ướt cho bột không dính tay rồi chia bột thành các phần nhỏ.Xoa một ít bột nếp rang lên tay cho đỡ dính. Bắt đầu vào công đoạn nặn bánh,lấy từng phần vỏ bánh, đập dẹt, cho nhân (đậu đỏ, trà xanh,kem viên nhỏ...) vào rồi đóng bánh lại.
Ngày nay, công nghệ chế biến bánh giầy mochi cũng được tân tiến hoá, không cần phải theo tập tục giã bánh giầy mochi thủ công để đỡ tốn sức, người Nhật còn xay gạo nếp thành bột hay phát minh ra máy làm mochi tự động, chỉ cần cho gạo nếp vào máy sẽ thao tác như một người thợ giã bánh. Mặt khác, bánh giã thủ công khi gạo nếp còn nóng ăn cũng rất ngon.

## Sử dụng và bảo quản

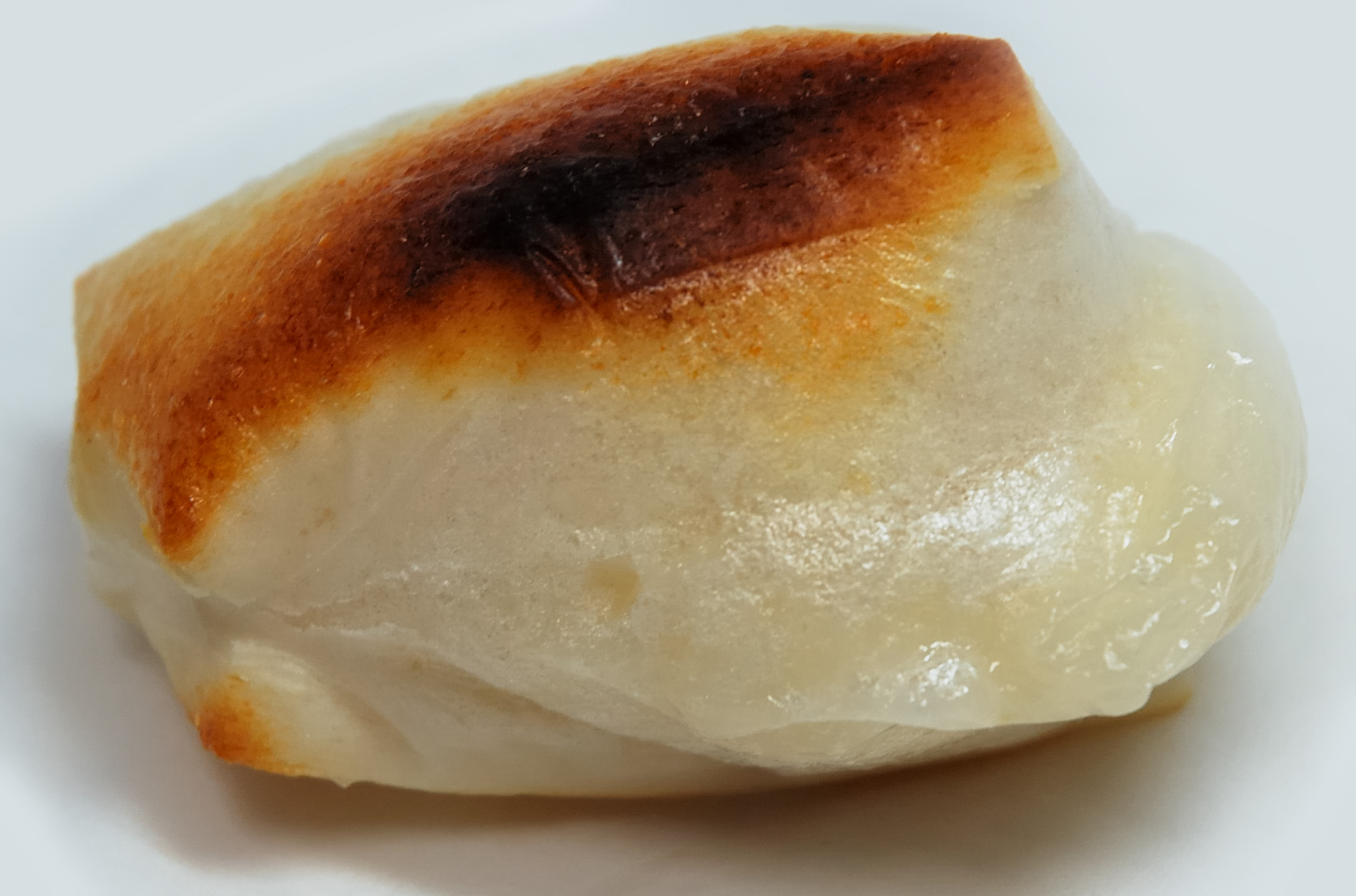
Bánh giầy mochi vừa được nướng

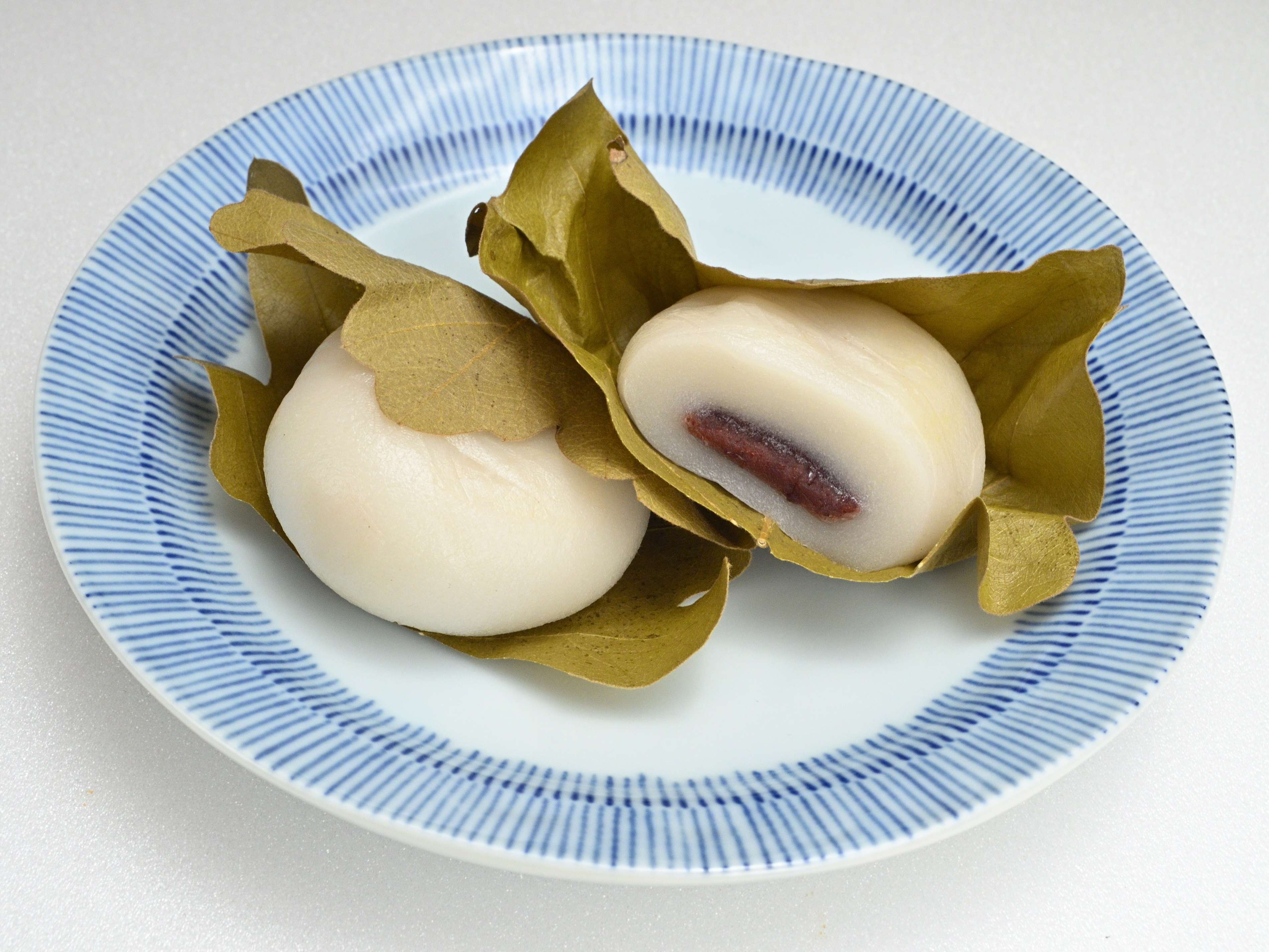
bánh giầy kashiwa mochi

Bánh Mochi loại phổ biến nhất là loại mochi trắng không nhân, nhỏ bằng lòng bàn tay, nặn hình tròn dày chừng 1 đến 2 cm. Bánh sau khi nặn xong có thể ăn ngay hoặc cho vào ngăn mát tủ lạnh vài giờ cho mát.
Có một số loại dùng để nướng như kirimochi (切り餅 - bánh dày khô dạng khối chữ nhật) và marumochi (丸餅 - bánh dày dạng tròn dẹt) thông thường ăn trực tiếp cùng xì dầu và nori sau khi nướng.Tết Dương lịch là ngày Tết quan trọng của người Nhật nên họ dùng loại bánh dày nướng này cho việc chế biến canh bánh dày zōni để hưởng thêm tuổi mới và cầu bình an. Không những vậy, có cả món bánh dày tẩm bột chiên, gọi là Mochi tempura (餅天ぷら).

## Tầm ảnh hưởng của Mochi tại Hàn Quốc
Người Hàn Quốc có một loại bánh đặc biệt là songpyeon (tiếng Hàn: 송편), tức bánh giầy hình bán nguyệt (tương tự như Mochi của Nhật Bản). Songpyeon được dùng cho ngày Tết Chuseok (tết Trung thu hay lễ Tạ ơn). Một loại khác là gaepi-tteok (개피떡) hoặc Baram-tteok (바람떡) với nhân đậu trắng và quét dầu mè để chống dính.
Daifuku của Nhật được Hàn Quốc làm lại với tên gọi là gyeongdan (경단) và chapssal-tteok (찹쌀떡).